# Ривер Плейт (футбольный клуб, Монтевидео)
«Ривер Плейт» (англ. River Plate Football Club) — уругвайский футбольный клуб из города Монтевидео. «Ривер Плейт ФК» был основан с английским названием в начале XX века. Клуб прекратил своё существование в 1925 году. В любительскую эру уругвайского футбола «Ривер Плейт ФК» сыграл важную роль в развитии этого вида спорта.

## История
В 1897 году в порт Монтевидео вошёл английский корабль The River Plate. Рабочие порта решили образовать свою футбольную команду, которую назвали «Каганча», в честь битвы при Каганче (29 декабря 1839 года) во время Гражданской войны в Уругвае (1839—1851). Но её не приняли во вновь образованную в 1900 году уругвайскую Лигу, мотивируя тем, что нельзя было использовать местные названия. Тогда команду переименовали в ФК «Лондон». Но и тут их ждало разочарование, поскольку в Лигу не допускали команды, собранные из местных футболистов — в составе обязательно должны были быть и английские игроки. Когда же это нелепое правило было отменено и в чемпионат Уругвая включили «Насьональ», отказывать «дарсенерос» уже было нельзя и команду, которая из «Лондона» стала «Ривер Плейтом» (в честь того самого английского корабля, обслуживая который, рабочие зарабатывали себе на жизнь), наконец, приняли в лигу. Портовики получили признание.
Значение ФК «Ривер Плейт» для уругвайского футбола
Во-первых, команда выиграла четыре чемпионских титула, что до сих пор является третьим результатом в Уругвае (после «Пеньяроля» и «Насьоналя»).
Во-вторых, в 1910 году команда обыграла легендарный аргентинский «Алумни», который в ту пору был одним из сильнейших клубов Америки. В том матче «Ривер Плейт ФК» выступал в светло-голубых футболках и чёрных трусах (основные цвета «Ривер Плейт» позаимствовал как раз у «Алумни», поэтому выступал в запасной форме). Вскоре этот вариант формы был позаимствован сборной Уругвая, которая получила прозвище «селесте», то есть «небесно-голубая», за эту расцветку. В такой форме сборная выиграла все свои многочисленные трофеи, а «Ривер Плейт» навсегда вошёл в историю футбола, как команда, давшая форму сборной Уругвая.
В 1932 году в том же районе Монтевидео, в результате слияния клубов «Олимпия» и «Капурро», был образован Клуб Атлетико «Ривер Плейт», нынешний участник Примеры Уругвая, но не имеющий ничего общего с «Ривер Плейт ФК», за исключением названия. Впрочем, ныне существующий «Ривер Плейт» (Монтевидео) иногда используют легендарную форму «селесте» в качестве запасного варианта.

## Достижения
- Чемпион Уругвая (4): 1908, 1910, 1913, 1914
- Чемпион Второго дивизиона (3): 1903, 1905, 1906[2]